# Norðoyri
Norðoyri (dánsky Nordøre) je vesnice na Faerských ostrovech na severním ostrově Borðoy. Administrativně patří k městu Klaksvíku. Vesnice se rozkládá na pobřeží zátoky Boroyarvík jižně od Klaksviku.

## Historie
První písemná zmínka je z roku 1584, ale vykopávky v Islendingatoftir, několik kilometrů jižně od Norðoyri ukázaly, že toto místo bylo osídleno již v dobách Vikingů. V blízkosti těchto vikinských hrobů byl 12. března 1745 zničen statek sněhovou lavinou. Přesně o 20 let později tuto farmu potkal stejný osud. Její ruiny jsou viditelné dodnes. V roce 1945 zde byl umístěn pomník, který připomíná tyto tragické události.

### Zápisky rodiny Matrasů
V roce 1813 Samuel Michael Matras, šerif Severních ostrovů (Norðoyar), začal zapisovat různé údaje související s provozem farmy (sušení sena a obilí, růst obilí či brambor) do deníku. Když Samuel zemřel v roce 1857, v zápiscích pokračoval jeho syn Albert Josias Michael (1815–1889) a nakonec jeho syn Samuel Michael, který pokračoval v deníku ještě další tři roky až do roku 1892. Tyto zápisky (Matrasdagbøkur) byly zachovány a poskytují nebývalý pohled na zemědělství na Faerských ostrovů během velké části 19. století (1813–1892). Deníky ukazují, jak nové plodiny jako brambory postupně vytlačovaly obilí, aby ho od roku 1855 nahradily úplně. Brambory lépe odolávaly vrtochům počasí, byly stabilnější a flexibilnější ve srovnání s obilím. Dále zápisky obsahují informace, které připouštějí současné klimatické změny.[zdroj?] Rodina Matrasových ještě nyní vlastní nemovitosti v Norðoyri.

## Obyvatelstvo
V posledních 25 letech vzrostl počet obyvatel, přičemž nepochybným faktorem byla blízkost obce Klaksvík. V roce 1985/86 na tomto místě žilo pouze 15 lidí. Pak, v letech 1988 až 1991 se počet obyvatel náhle ztrojnásobil až na 60 obyvatel. Ke konci roku 2005 bylo v Norðoyri  registrováno 84 obyvatel. Tento počet pomalu rostl,  k 1. lednu 2011 ve vesnici žilo 93 obyvatel.